# Lőrinci
Lőrinci ist eine ungarische Stadt im Kreis Hatvan im Komitat Heves.

## Geografie

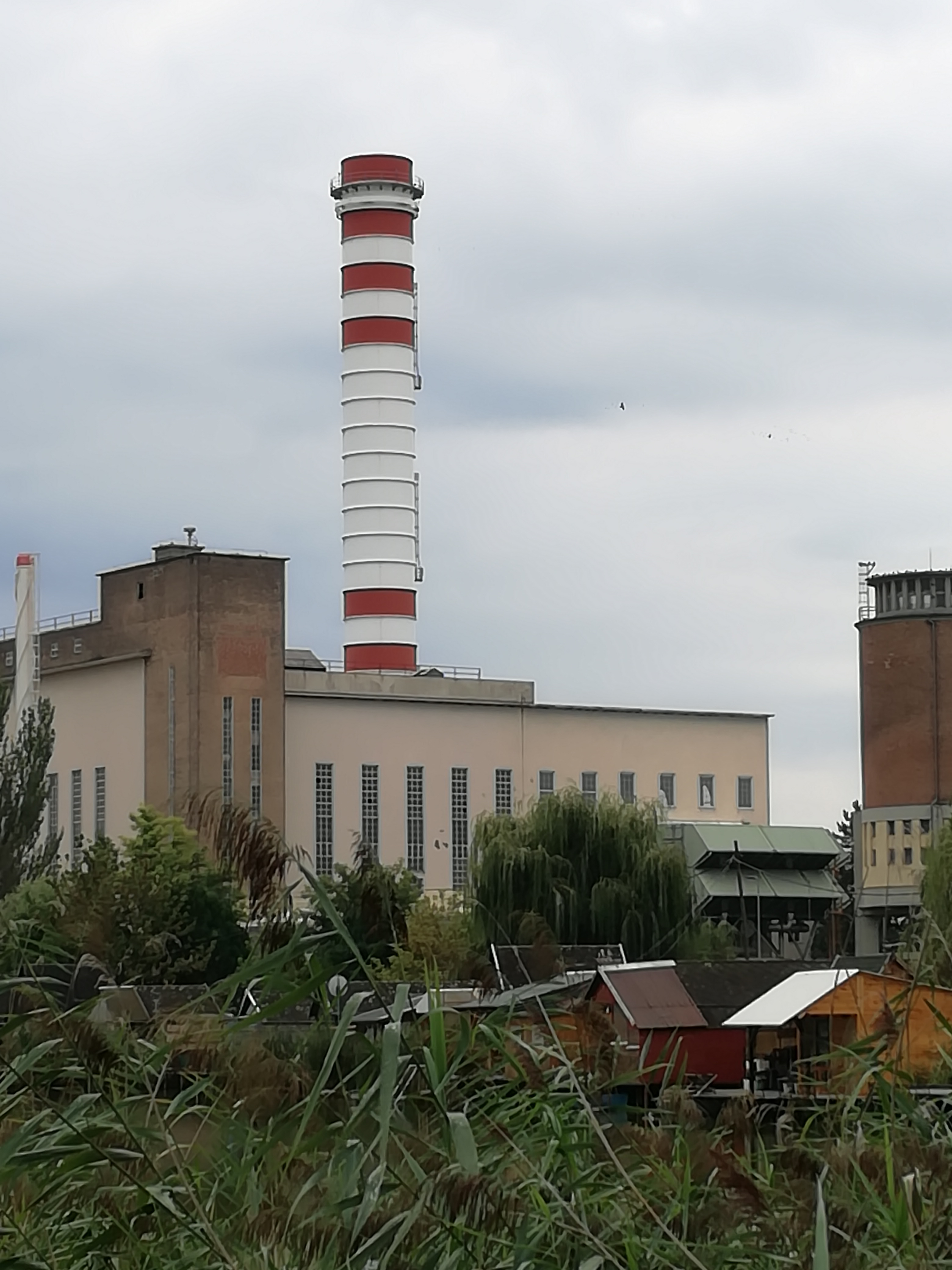
Das Mátra-Kraftwerk

Lőrinci erstreckt sich über eine Fläche von 25,53 km². Die Stadt liegt am Fluss Zagyva am westlichen Fuß der Mátra und an der Grenze zur Großen Ungarischen Tiefebene. Von Norden nach Süden gliedert sich die Stadt in Selyp, Lőrinci und die Siedlung am Kraftwerk.

## Geschichte
Die erste schriftliche Erwähnung erfolgte im Jahre 1267 als ecclesia de Laurencio. Ungefähr zur gleichen Zeit wurde das Dorf Selyp gegründet
1544 wurden die Orte türkisch besetzt und gehörten zu Sandschak Hatvan. Im 15. Jahrhundert kam der Ort zum Bistum Großwardein, und im Jahre 1730 in den Besitz der Familie  Grassalkovich.
Im Ort wurde auch ein Salzamt eingerichtet.
Mit der Eröffnung der Bahnlinie Pest – Hatvan – Lizenz – Neusohl im Jahre 1867 begann die Industrialisierung: 1881 wurde eine Dampfmühle gebaut. 1889 wurde die Selyper Zuckerfabrik gegründet. In Lőrinci wurde 1908 eine Zementfabrik aufgebaut. Bedeutend war Eröffnung des Mátra-Kraftwerkes (Mátravidéki Erőmű) im Jahre 1940. Mit der Gebietsreform 1950 wechselten die Orte vom Komitat Nógrád (Nógrád vármegye) zum Komitat Heves. 1992 bekam der Ort Stadtrecht.
1998 wurde die Zuckerfabrik stillgelegt.

## Bevölkerung
2001 waren 97 % der Bevölkerung ungarisch, während 3 % angab, der Bevölkerungsgruppe Roma anzugehören.

## Verkehr
Der Ort hat zwei Bahnhöfe und einen Haltepunkt auf der Bahnstrecke 81 (Hatvan – Salgótarján – Somoskőújfalu – (Fiľakovo)) und  liegt an der Landesstraße 21 zwischen Hatvan und Somoskőújfalu.

## Sehenswürdigkeiten
- Die Michaels-Kirche Lőrinci
- Die Sankt-Anna-Kapelle am Zagyva

Das Gebäude der Stadtbibliothek

- Das Tornyay-Schlossberger-Schloss in Selyp
- Das Heimatmuseum in Lőrinci

## Partnerstädte
- Casalmaggiore, Italien
- Zduńska Wola, Polen
- St. Lorenz, Österreich

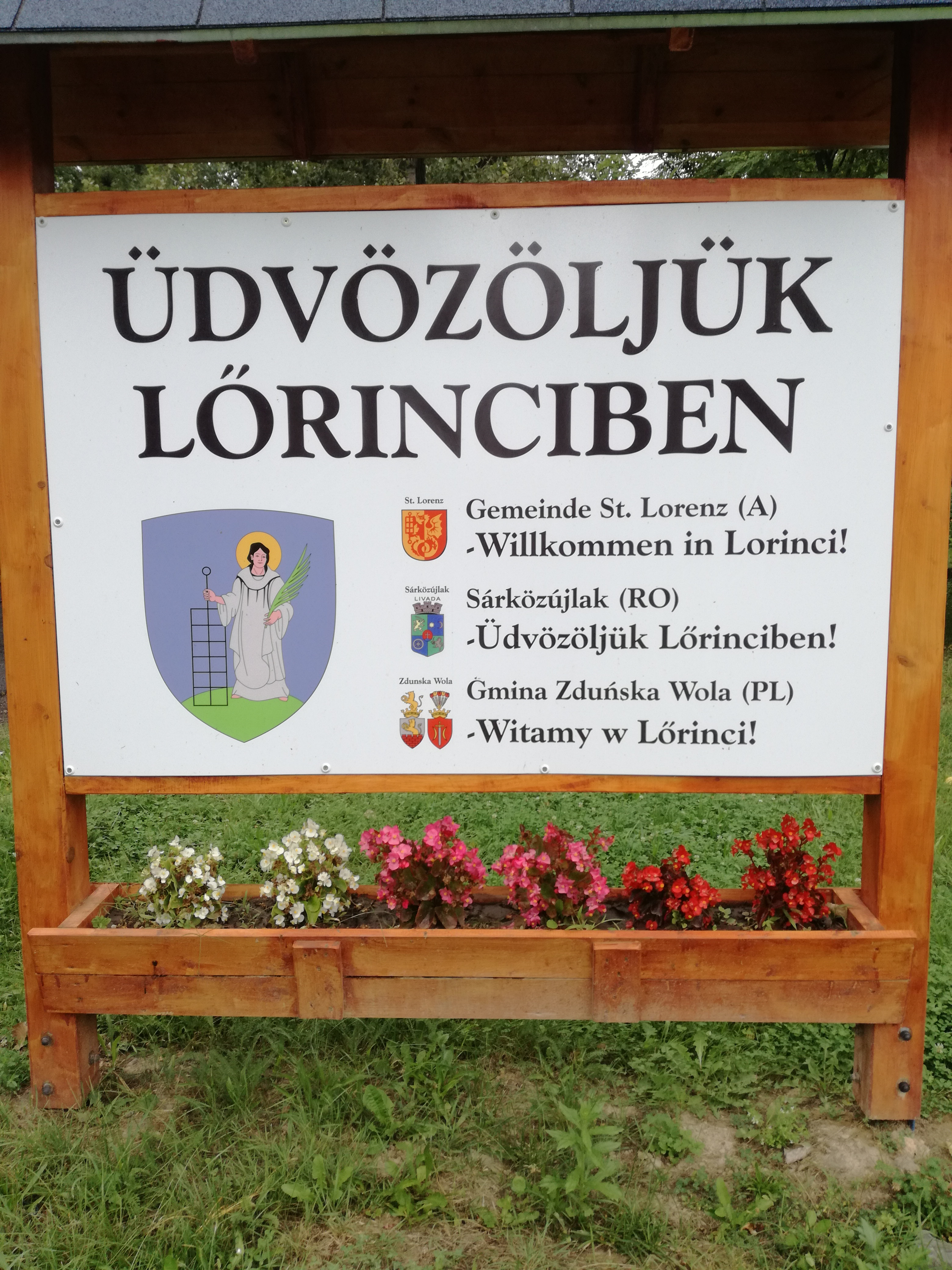

- Santa Maria di Licodia, Italien[2]

## Bilder

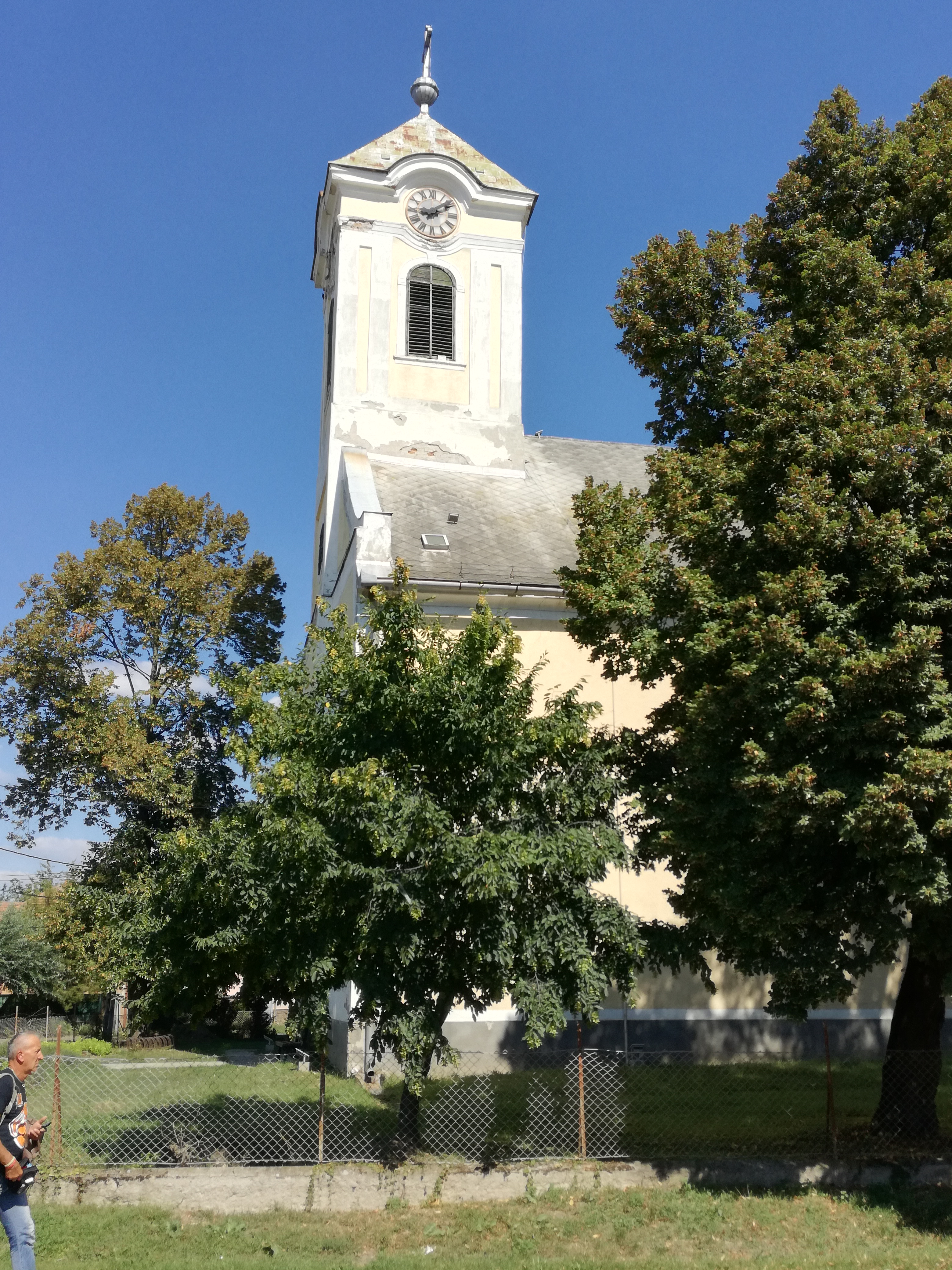
Die Michaels-Kirche
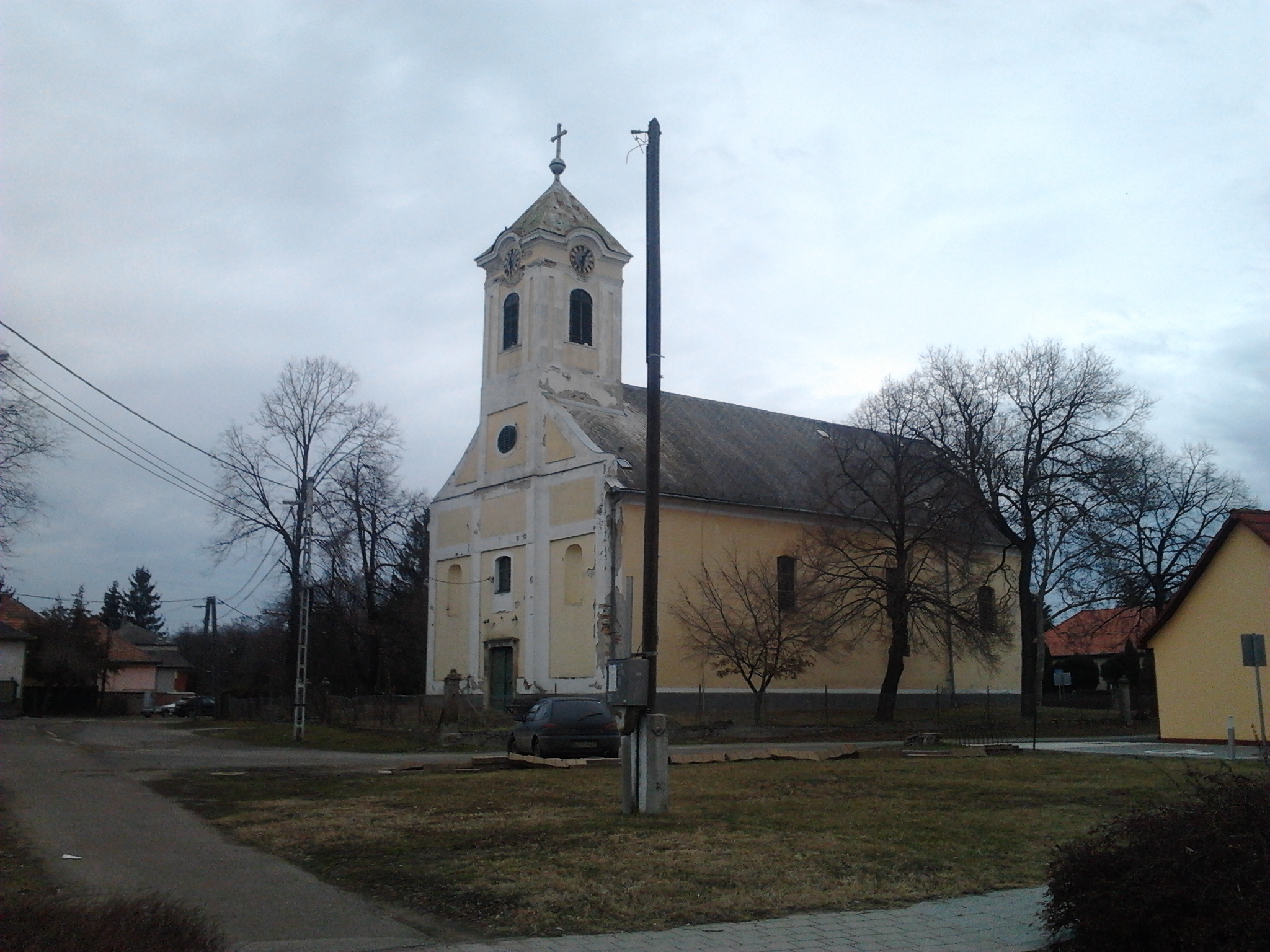
Die Michaels-Kirche
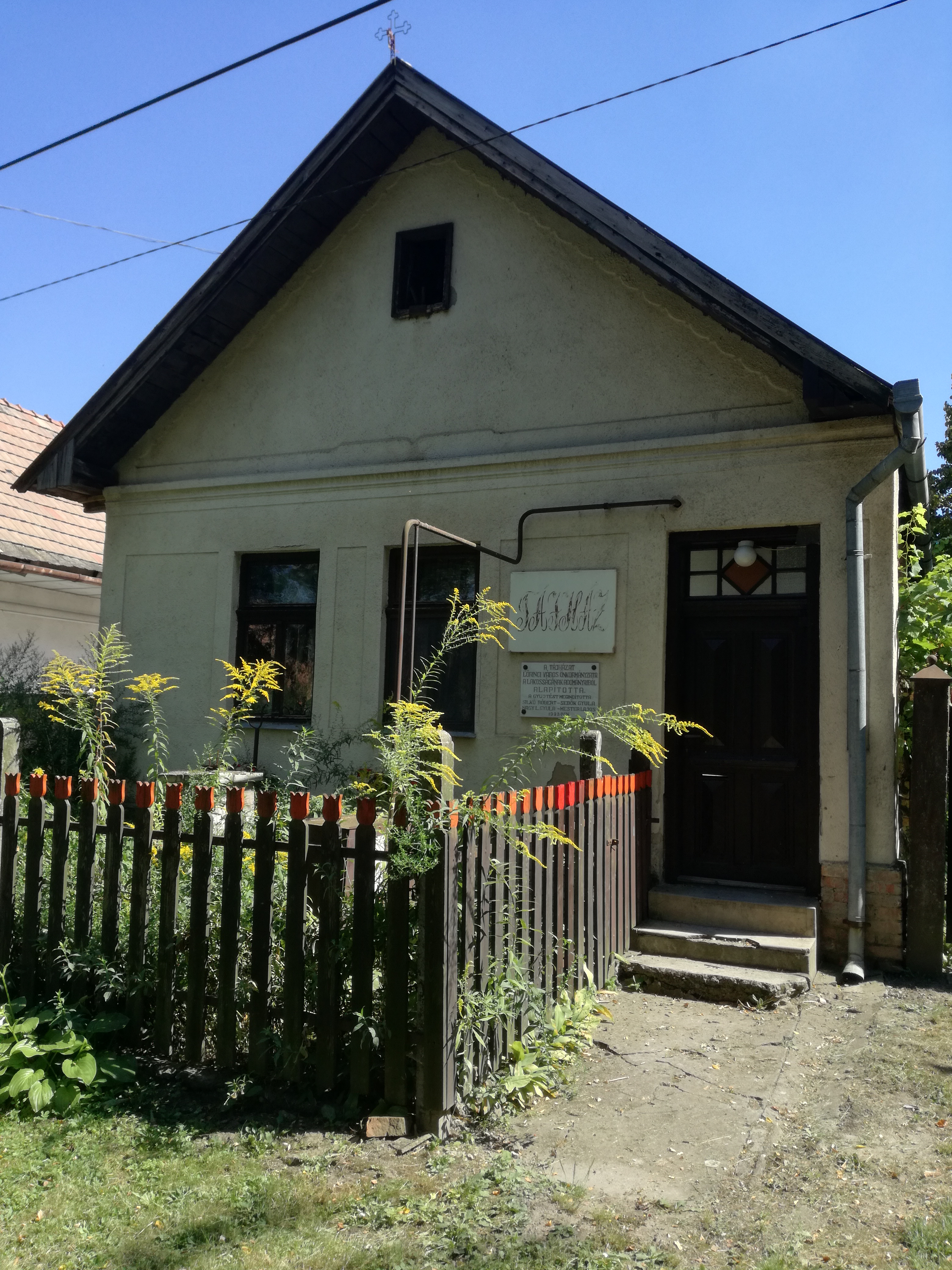
Das Heimatmuseum
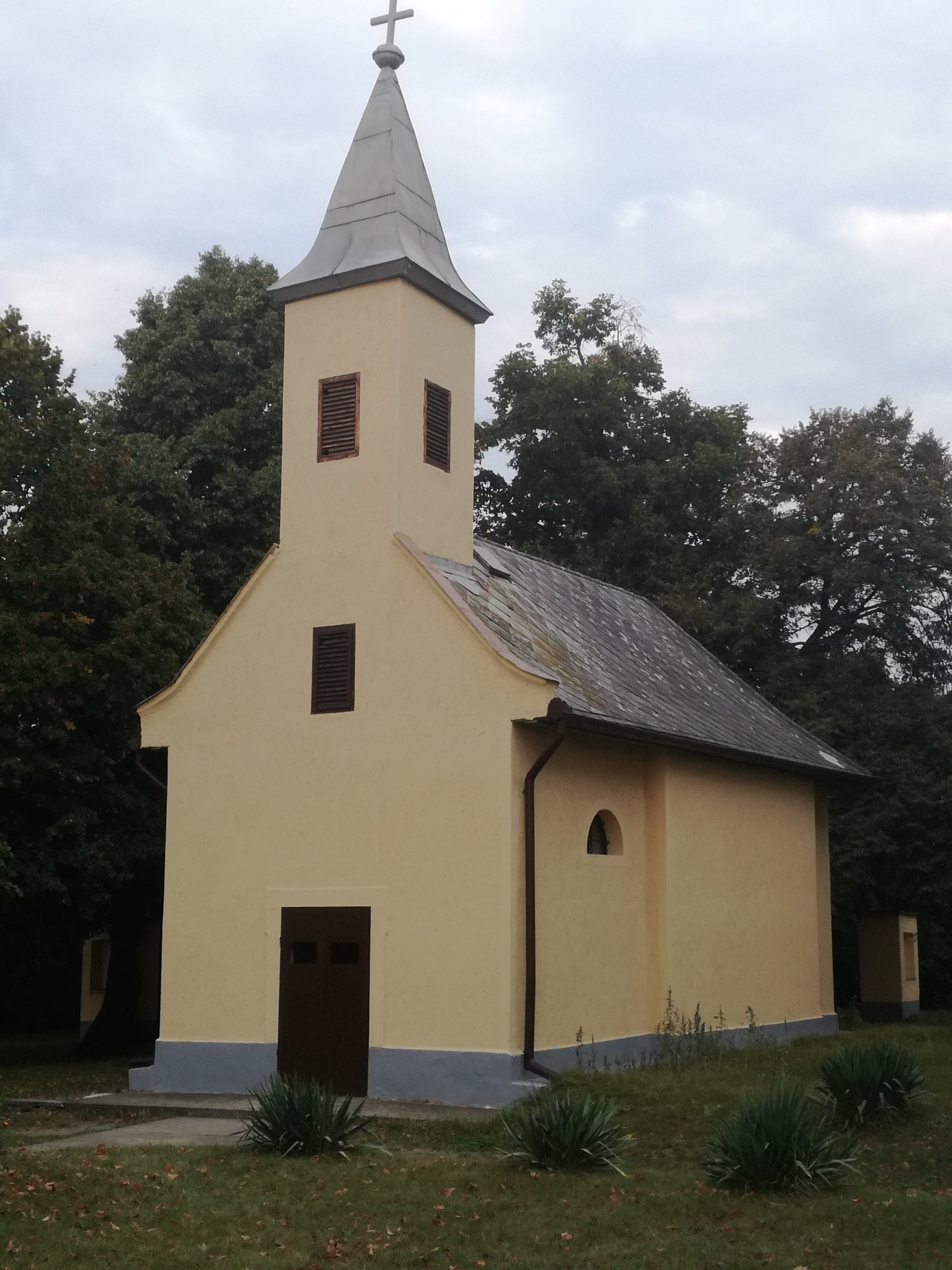
Die Sankt-Anna-Kapelle
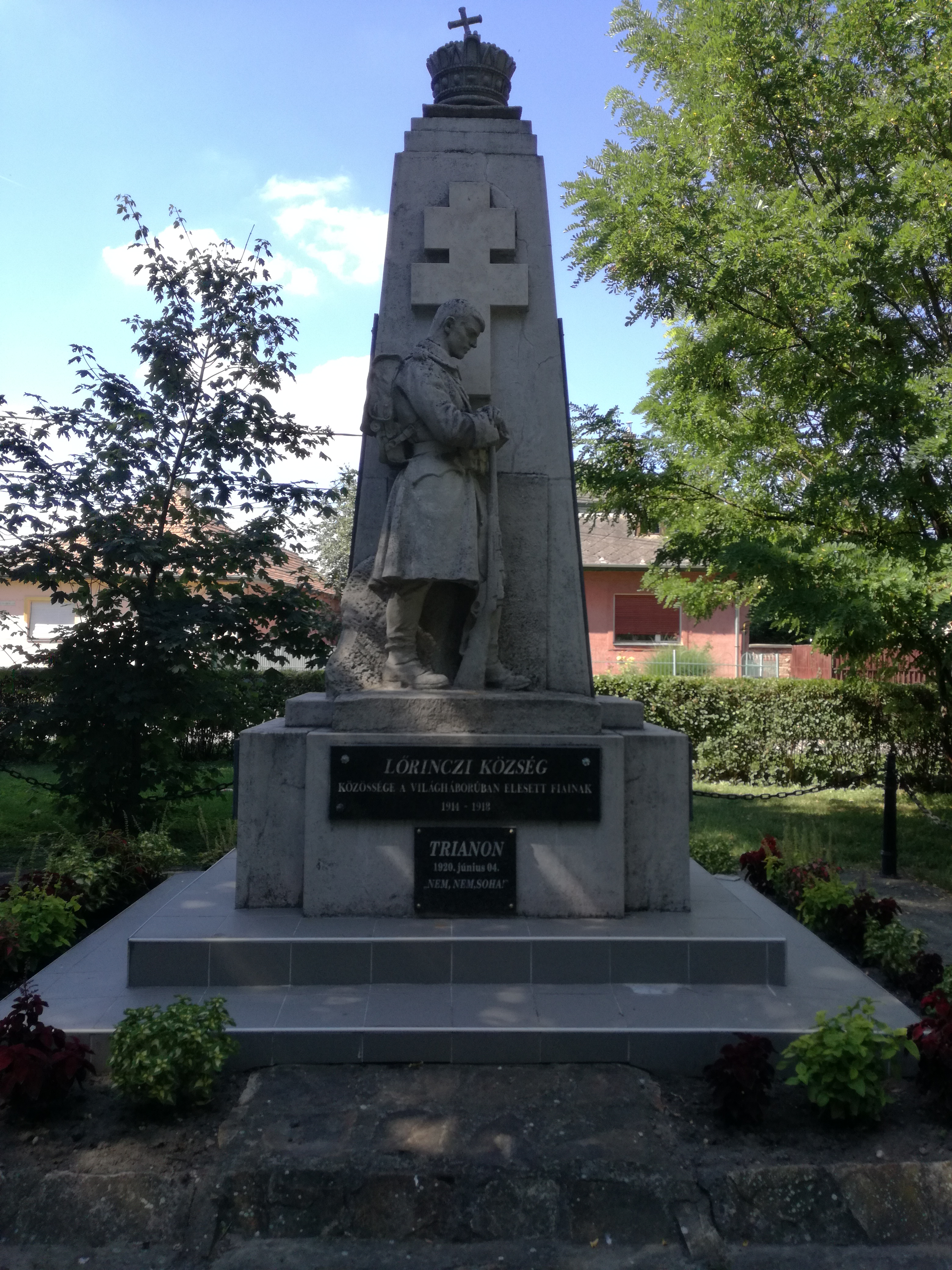
Das Trianon-Denkmal